# Ján Kocian
Ján Kocian (Aranyosmarót, 1958. március 13. –) csehszlovák válogatott szlovák labdarúgó, hátvéd, edző.

## Pályafutása

### Klubcsapatban
1976 és 1979 között a ZŤS Martin, 1979 és 1988 között a Dukla Banská Bystrica labdarúgója volt. 1988 és 1993 között a német FC St. Pauli csapatában játszott.

### A válogatottban
1984 és 1992 között 26 alkalommal szerepelt a csehszlovák válogatottban. Tagja volt az 1990-es olaszországi világbajnokságon részt vevő csapatnak.

### Edzőként
1993 és 1995 között a szlovák válogatottnál dolgozott segédedzőként. 1996–97-ben a Dukla Banská Bystrica, 1997–98-ban a cseh Petra Drnovice, 1999-ben az FC Košice vezetőedzője volt. 1999 és 2006 között Németországban tevékenykedett. 1999 és 2002 között az 1. FC Köln, 2002 és 2004 között az Eintracht Frankfurt csapatainál volt segédedző. 2005-ben a Rot-Weiß Erfurt, 2005–06-ban a Sportfreunde Siegen szakmai munkáját irányította. 2006 és 2008 között a szlovák válogatott szövetségi kapitánya volt, majd 2008–09-ben az osztrák válogatottnál dolgozott segédedzőként. 2011-12-ben a kinai Csiangszu Szuning, majd a South China edzőjeként tevékenykedett. 2013 és 2017 között Lengyelországban vállalt edzői munkát. 2013–14-ben a Ruch Chorzów, 2014–15-ben a Pogoń Szczecin, 2016–17-ben a Podbeskidzie Bielsko-Biała vezetőedzője volt.
2018–19 között a jemeni válogatott szövetségi kapitánya volt. 2022-ben a Zlaté Moravce szakmai munkáját irányította.